# 4،1-ثيازيبين
1,4-ثيازيبين هو مركب كيميائي من مجموعة الثيازيبين. تركيب ديلتيازيم قائم عليه.